# Wielcy Seldżucy
Wielcy Seldżucy, od: Seldżucy (tur. Selçuklular, aze. Səlcuqlar pers. سلجوقيان Saldżughijân), arab. سلجوق (Saldżuk) / السلاجقة (al-Saladżika) – dynastia panująca w państwie założonym przez przywódców Turków Seldżuckich w XI wieku, albo nazwa tego państwa. Przymiotnik „wielcy” nadano jej, żeby odróżnić ją od innych dynastii wywodzących się z rodu Seldżukidów panujących w państwach powstałych w wyniku rozpadu sułtanatu Wielkich Seldżuków. Czasami określenie „Wielki Seldżuk” stosuje się jako nazwę własną, zastrzeżoną jedynie dla pierwszych trzech członków dynastii.

## Historia polityczna

### Pojawienie się Seldżuków
Seldżuk, eponimiczny pierwszy wódz Seldżuków, był pod koniec X wieku dowódcą wojskowym (sübaši) u władcy (jabgu) Oguzów (w tym okresie zaczęli też być nazywani Turkmenami), z którym wszedł w konflikt, w związku z czym musiał odłączyć się od plemienia. On i jego zwolennicy, a także inni tureccy koczownicy, którzy stopniowo się do niego przyłączali, zaczęli być nazywani od imienia swojego przywódcy Seldżukami. W źródłach pisanych Seldżuk pojawia się po raz pierwszy w roku 992, kiedy to wraz ze swoimi ludźmi miał wspomagać Samanidów w nieudanej obronie Buchary przed Hasanem Bughra-chanem. Wtedy także Seldżucy mieli przejść na islam. W początkach swoich dziejów oferowali oni swoje usługi różnym władcom Azji Środkowej jako wojownicy, starając się znaleźć jakieś bezpieczne tereny do koczowania, ciągle naciskani przez innych Oguzów i Karachanidów. Z konieczności po upadku Samanidów Seldżucy weszli w przymierze z tymi ostatnimi, ich nowy przywódca, syn Seldżuka Arslan Isra’il, wziął za żonę córkę kagana, a jego bratankowie, Tughril Beg i Czaghri Beg przyjęli u niego służbę.

### Konflikt z Ghazną
W roku 1025 Seldżucy w poszukiwaniu nowych pastwisk wtargnęli na terytorium sułtanatu Ghazny i poprosili sułtana Mahmuda o przyjęcie ich na służbę. Sułtan początkowo zgodził się, jednak wkrótce pożałował tej decyzji, bowiem niezdyscyplinowani koczownicy napadali na osiadłych mieszkańców. W celu pacyfikacji Seldżuków Mahmud schwytał ich przywódcę Arslana i wysłał go do Indii, gdzie był trzymany w twierdzy aż do śmierci. Czyn ten jednak wzbudził u Seldżuków tylko chęć zemsty, a wysyłane przeciwko nim ekspedycje wojskowe okazały się niezdolne do ich całkowitego rozbicia, co było zaskoczeniem nawet dla nich samych. Jak otwarcie pisali w swoich listach do sułtana, nadal próbując dojść z nim do porozumienia, Seldżucy nie mieli dokąd wrócić, stąd ich desperacka decyzja pozostania na terytorium Ghazny, największej militarnej potęgi regionu. W roku 1035, już za panowania następcy Mahmuda, Masuda, dowodzeni przez Tughrila i Czaghriego Seldżucy przekroczyli Amu–darię, co było właściwie wypowiedzeniem wojny, do której ostatecznie doszło w roku 1038, kiedy splądrowali oni Niszapur.

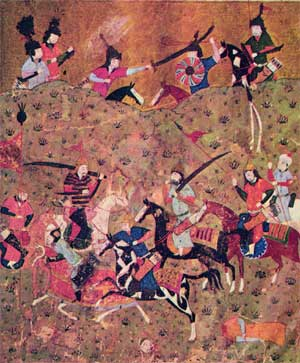
Bitwa pod Dandankanem

Do rozstrzygnięcia konfliktu doszło w roku 1040. Nieudolny Masud wybrał na porę kampanii przednówek, tak że jego wojska próbujące doścignąć Seldżuków na stepie cierpiały z powodu upału oraz braku paszy i wody. Tymczasem Turkmeni, krążąc nieustannie w zasięgu wzroku, nie dawali jego armii wytchnienia, porywając na postojach jej konie oraz podpalając trawę, kiedy wiatr pędził dym w stronę wroga. W dodatku udawało im się nakłonić do przejścia na swoją stronę niektórych Turków służących w ghaznawidzkiej armii. Ta zaś kierowała się do Merwu, gdzie miała nadzieję zaopatrzyć się i odpocząć. Seldżucy zastąpili jej drogę pod Dandankanem i rozbili wycieńczone i źle dowodzone oddziały Masuda, z których część zresztą w trakcie bitwy przeszła na ich stronę.
W wyniku wojny Seldżucy zajęli Chorasan, zaś centrum ghaznawidzkiego państwa przesunęło się do Indii. Ghazna przetrwała jednak, w dużej mierze dlatego, że ciągle liczący się z jej potęgą Tughril Beg powstrzymał swoich współplemieńców od zaatakowania jej stolicy i skierował ich ekspansję w innym kierunku.

### Ekspansja Seldżuków i powstanie sułtanatu
Ekspansja Seldżuków w latach czterdziestych XI wieku była skierowana w dwóch kierunkach: Zakaukazia, gdzie działali wodzowie Inal i Kutulmisz, oraz Iranu, gdzie działał Tughril. O ile wyprawy na Zakaukazie miały charakter przede wszystkim łupieżczy, o tyle Tughril stopniowo zajmował kolejne irańskie terytoria. W roku 1050 zdobył on Isfahan – po tym sukcesie kalif uznał jego tytuł sułtański, czego wcześniej odmawiał. W pierwszej połowie lat pięćdziesiątych, wykorzystując anarchię panująca wśród Bujidów, Tughril zajmuje kolejno Hamadan, Hulwan i Kermanszah, by w końcu w grudniu 1055 roku przybyć, formalnie jako pielgrzym, do stolicy Abbasydzkiego kalifatu, Bagdadu. Teoretycznie kalifowi Al-Kaimowi powinna być miła zmiana protektora z szyickich Bujidów na sunnickich Seldżuków, jednak miarę jego rezerwy wobec tych ostatnich stanowi fakt, że Tughril podczas swojego trzynastomiesięcznego pobytu w Bagdadzie nie doczekał się audiencji u niego. Niemniej jednak niemal natychmiast po jego przybyciu jego imię zaczęło być wymieniane w chutbie, a wkrótce otrzymał od kalifa tytuł najwyższego sułtana. Ponadto Tughril uwięził bujidzkiego emira, i ożenił swoją bratanicę z kalifem. W związku z powyższymi wydarzeniami jest on uznawany za pierwszego sułtana Turków Seldżuckich, to jest pierwszego Wielkiego Seldżuka.

### Tughril Beg

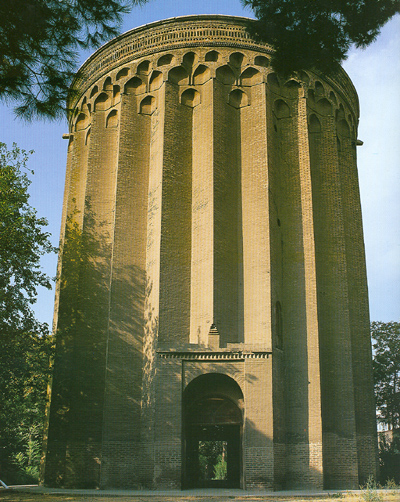
Wieża Tughrila – XII-wieczny monument na południe od Teheranu upamiętniający pierwszego Wielkiego Seldżuka

Do zbliżenia pomiędzy Tughrilem a Al-Kaimem doszło w wyniku zagrożenia tego ostatniego przez zwolenników Fatymidów. Od końca 1056 roku w Iraku działały bowiem wspierane przez nich oddziały Arslana Al-Basasiriego, byłego dowódcy gwardii Bujidów. Właściwie nie dysponujący armią kalif musiał zwróciċ się o pomoc do Tughrila, który 4 stycznia 1058 roku został wreszcie przyjęty na audiencji, gdzie powierzono mu symboliczną władzę sułtana całego podlegającego kalifowi świata, a tym samym misję obrony sunnizmu. Nie zapobiegło to jednak zdobyciu przez Al-Basasiriego w dniu 27 grudnia 1058 roku Bagdadu, i uwięzieniu przez niego Al-Kaima, czemu Tughril nie mógł zapobiec, był bowiem zajęty tłumieniem buntu wznieconego wśród Seldżuków przez Inala. W Bagdadzie modlono się według rytu szyickiego. Dopiero po stłumieniu buntu Inala, jesienią 1059 roku Tughril wyruszył do Iraku i pokonał Al-Basasiriego, który zginął 14 stycznia 1060 roku. Bagdad teoretycznie był znowu w rękach Abbasydów, ale Tughril pozostawił w nim swój garnizon i wojskowego zarządcę, który kontrolował dwór kalifa. W dodatku seldżucki sułtan zmusił Al-Kaima do oddania mu za żonę swojej córki, ale kilka miesięcy po ślubie, 4 września 1063 roku, zmarł.

### Alp Arslan
Do schedy po Tughrilu kandydowali dwaj synowie zmarłego w 1060 roku Czaghri Bega, Sulejman i Alp Arslan. Alp Arslan był w lepszej pozycji, ponieważ miał już doświadczenie wojenne i zarządzał ważną prowincją Chorasanu, tak że Sulejman ostatecznie ustąpił. Nie znaczy to jednak, że przejęcie władzy przez nowego sułtana przebiegło bezkonfliktowo. Już w roku 1064 musiał on stłumić bunt swojego kuzyna, Kutulmisza, który jako najstarszy żyjący członek rodu Seldżuków kwestionował jego władzę, co przypłacił życiem. Wkrótce po wstąpieniu na tron Alp Arslan podjął najważniejszą decyzję swojego panowania, mianując wezyrem Persa Abu Ali Hasana Tusiego, bardziej znanego pod swym tytułem Nezam-al-Molk, znaczącym „Ład państwa” (albo „Porządek państwa”, „Organizacja państwa”), na który w pełni zasługiwał. Nezam-al-Molk zajmował się administracją cywilną, starając się zapanować nad samowolą tureckich wodzów, tymczasem Alp Arslan skoncentrował się na prowadzeniu wojen.

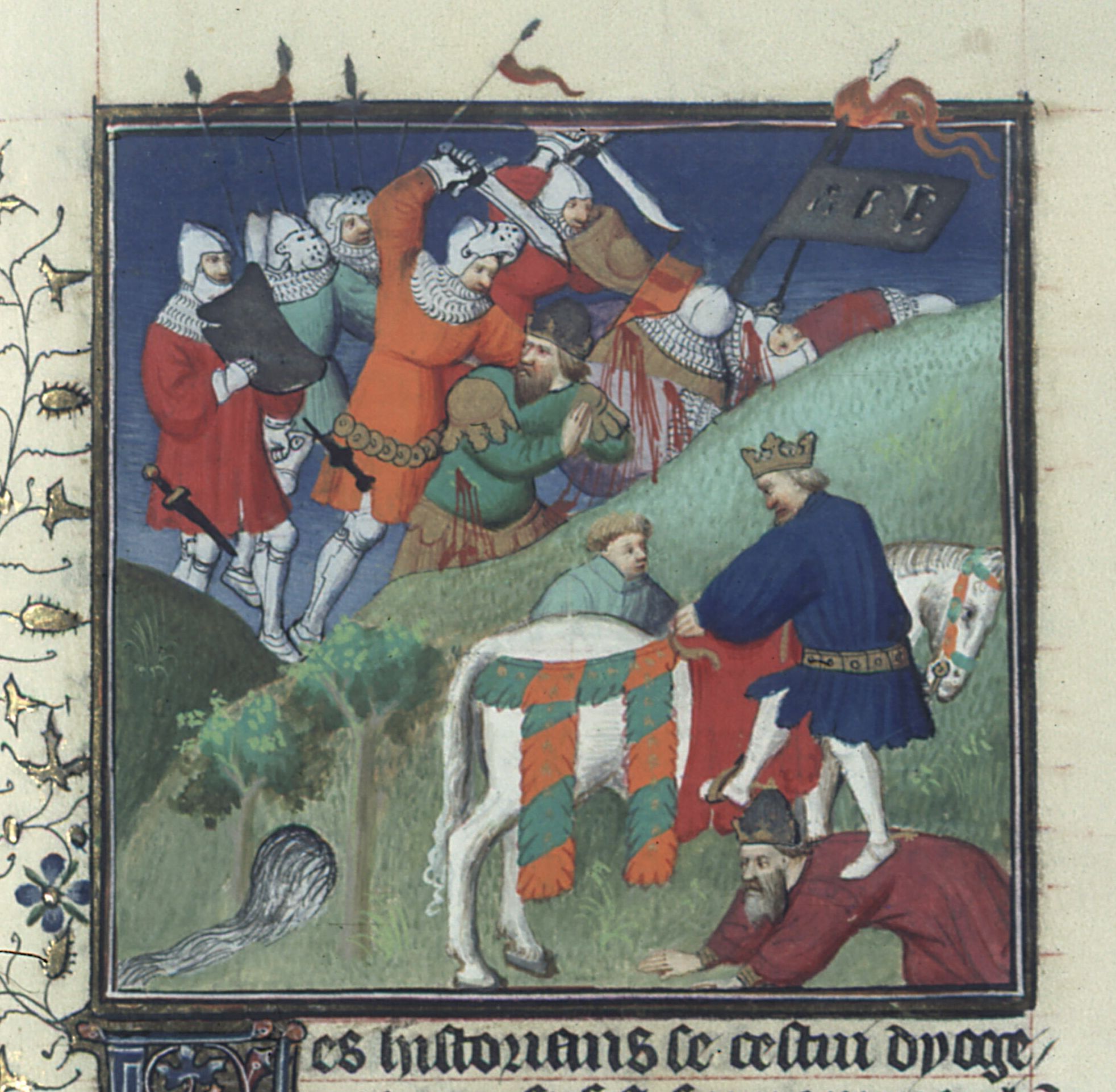
Bitwa pod Manzikertem

Od lat czterdziestych XI wieku różni wodzowie Seldżuccy zapuszczali się coraz głębiej na terytorium Zakaukazia w poszukiwaniu łupów. Przede wszystkim w celu zahamowania tych niekontrolowanych ataków, które groziły wybuchem konfliktu z Bizancjum, Alp Arslan zajął Armenię. Nic to jednak nie zmieniło, i w roku 1067 Turcy złupili Cezareę, co spowodowało, że Bizancjum podjęło decyzję o przeprowadzeniu kontrofensywy. Kiedy zatem w roku 1071 Alp Arslan najechał Syrię z zamiarem podjęcia świętej wojny przeciwko Fatymidom, dowiedział się, że cesarz Roman Diogenes wraz z wielką armią wyruszył na Armenię. Zawrócił więc, obawiając się o tyły swoich wojsk, i zaatakował Romana, w wyniku czego doszło do bitwy pod Manzikertem. Niezdyscyplinowana armia bizantyjska, będąca zbieraniną różnoetnicznych kontyngentów, została rozgromiona przez Seldżuków, a cesarz dostał się do ich niewoli. Alp Arslan, dla którego głównym wrogiem byli Fatymidzi, wypuścił jednak cesarza z niewoli po zagwarantowaniu sobie niewielkich cesji terytorium i odszedł na południe. W roku 1072 wyruszył nad Amu-darię, gdzie znajdowały się tereny istotniejsze dla Seldżuków niż znajdująca się na rubieżach ich państwa Anatolia, i zaatakował Karachanidów, zabezpieczając tym samym wschodnią granice państwa. Jednakże 8 grudnia 1072 roku umarł od ran odniesionych w trakcie przypadkowego zajścia z jednym z jeńców.

### Malekszah
Następcą Alp Arslana został jego syn, Malekszah. Nie był on władcą zbyt energicznym. Właściwe zarządzanie państwem pozostawił w rękach Nezam-al-Molka, który równie wytrwale co bezskutecznie starał się przeciwstawiać tendencjom odśrodkowym w państwie, którego dochody kurczyły się w wyniku rozdawnictwa sułtańskich ziem i coraz większej liczby immunitetów podatkowych. Lokalni zarządcy niektórych prowincji coraz częściej byli właściwie na wpół niezależnymi władcami. Tak rozpoczynał się stosunkowo szybki proces rozkładu państwa, który za Malekszaha nie był jednak jeszcze zbyt widoczny za zewnętrzną fasadą potęgi.
Malekszah w trakcie swojego panowania zaangażował się szczególnie na wschodzie, gdzie starał się wykorzystać osłabienie państwa Karachanidów. Szereg wypraw zostało ostatecznie uwieńczonych sukcesem w roku 1089, kiedy zajął on Bucharę i Samarkandę, jednak zdobycze te nie były trwałe. Poza tym sułtana pochłaniały sprawy Syrii i Palestyny, gdzie w roku 1071 niejaki Atsyz stłumił w imieniu gubernatora Akki powstanie miejscowych Arabów, i zdobył Jerozolimę, uszczuplając tym samym posiadłości Fatymidów. Zagrożony przez Romana Diogenesa Alp Arslan nie zdołał usunąć Atsyza, którego potęga ciągle wzrastała – w roku 1076 zdobył on Damaszek, i próbował podbić Egipt, co mu się jednak nie udało. Zwrócił się więc o pomoc do Malekszaha, ten jednak w roku 1079 wysłał przeciwko niemu swojego brata Tutusza, który zabił Atsyza i zdobył jego ziemie.
W trakcie panowania Malekszaha doszło także do niekontrolowanego przez sułtana podboju Anatolii przez Turków. Wysłannik Malekszaha na te tereny, Sulajman, syn Kutulmisza, zbuntował się przeciwko niemu i w roku 1077 ogłosił się sułtanem zakładając tym samym Sułtanat Rum. W roku 1086 uderzył on na Syrię, został jednak pokonany i zabity przez Tutusza w bitwie pod Aleppo, zaś jego syn stał się zakładnikiem na dworze Wielkiego Seldżuka. Nie doprowadziło to jednak do zagłady Sułtanatu Rum, bowiem Malekszah nie miał zamiaru wkraczać na tereny odległej Anatolii.
W roku 1087 sułtan wydał swoją córkę Safarijję za kalifa Al-Muktadiego. Małżeństwo nie było udane – kalif wkrótce odprawił Safarijję, która zmarła w 1089 lub 1090 roku. Pozostał po nim jednak syn, którego Malekszah postanowił osadzić na tronie Abbasydów, jednocząc tym samym kalifat z sułtanatem. Tymczasem 14 października 1092 roku Nezam-al-Molka zamordował wysłannik nowo powstałej sekty nizarytów (w średniowiecznej Europie znani jako asasyni), którzy słusznie widzieli w nim główną przeszkodę w realizacji swoich planów destabilizacji seldżuckiego imperium. Niedługo po uroczystościach żałobnych Malekszah zażądał od kalifa desygnowania syna Safarijji na swojego następcę. Kalif poprosił o 10 dni na zastanowienie się, ta zwłoka posłużyła mu jednak do otrucia sułtana w porozumieniu z jego żoną, karachanidzką księżniczką Tarkan-chatun, która w ten sposób chciała zapewnić tron swojemu czteroletniemu synowi Mahmudowi. Tak oto w ciągu miesiąca imperium straciło obu swoich władców.

### Wojna domowa i zamęt w sułtanacie
Po śmierci Malekszaha Tarkan-chatun za cenę wielkich pieniędzy uzyskała od turkmeńskich emirów uznanie Mahmuda sułtanem, kalif zaś wprowadził jego imię do chutby. Nie udało jej się jednak zabić starszego syna Malekszacha, Berk-Jaruka, i w państwie wybuchła wojna domowa. Wkrótce zwolennicy Berk-Jaruka pokonali oddziały popierające Mahmuda pod miasteczkiem Burudżird, niedaleko Isfahanu, a Mahmud ostatecznie zmarł jesienią 1094 roku, niedługo po swojej matce. W roku 1095 Berk-Jaruk odparł atak swojego wuja, Tutusza, który zginął. Natomiast już w 1099 roku wystąpił przeciwko niemu jego przyrodni brat, Mohammad Tapar, zarządzający Azerbejdżanem, popierany przez swojego rodzonego brata Sandżara, który zarządzał Chorasanem. 5 kwietnia 1101 roku w bitwie pod Hamadanem Berk-Jaruk pokonał swoich braci, a następnie synowie Malekszaha zawarli między sobą układ, zgodnie z którym Berk-Jaruk uznał Mohammada malekiem (królem) Azerbejdżanu, Al-Dżaziry i Diyarbakiru, a Sandżara malekiem Chorasanu, samemu pozostając „wielkim sułtanem”, dzierżącym władzę w Iraku. Jednak już w roku 1104 Berk-Jaruk był zmuszony uznaċ Mohammada Tapara równorzędnym sułtanem Azerbejdżanu, Kaukazu i Syrii, po czym zmarł 22 grudnia tego roku. Jego małoletni syn został ogłoszony sułtanem jako Malekszah II, lecz bardzo szybko został usunięty przez Mohammada, który w ten sposób został jedynym sułtanem.
Jego władza zarówno nad dominium Sandżara, jak i wielu innymi regionami, których namiestnicy wykorzystali okres zamętu do faktycznego usamodzielnienia się, miała charakter jedynie nominalny. W trakcie wojen domowych ostatecznie utwierdził swoją samodzielność Sułtanat Rum, a w Palestynie i Syrii pojawiły się wojska I krucjaty. W roku 1107, w przymierzu z władcą Aleppo, synem Tutusza Ridwanem, Mohammad odparł najazd Kilidż Arslana, władcy Sułtanatu Rum, który zginął w bitwie. Następnie w latach 1110, 1111 i 1113 wysłał trzy kolejne wyprawy przeciwko państwom krzyżowców, które jednak zakończyły się niepowodzeniem z powodu wrogiej postawy teoretycznie zależnych od niego władców muzułmańskich, którzy bardziej niż Franków obawiali się powrotu silnej władzy Wielkich Seldżuków. Przed drugą wyprawą Ridwan zamknął bramy Aleppa, a podczas trzeciej nizaryci zamordowali jej wodza. Czwarta wyprawa w roku 1115 spotkała się z wrogim przyjęciem muzułmańsko-chrześcijańskiej koalicji Aleppa, Damaszku, Artukidów oraz księstwa Antiochii, i została ostatecznie 14 września 1115 roku wybita w pień w bitwie pod Danis przez Rogera z Salerno. Tak więc Mohammad nie tylko nie odzyskał terytoriów utraconych na rzecz krzyżowców, ale musiał się pogodzić z faktyczną niezależnością muzułmańskich władców Syrii i Palestyny. Zmarł w kwietniu 1118 roku, wyznaczając na następcę swojego syna Mahmuda.

### Sandżar i upadek sułtanatu

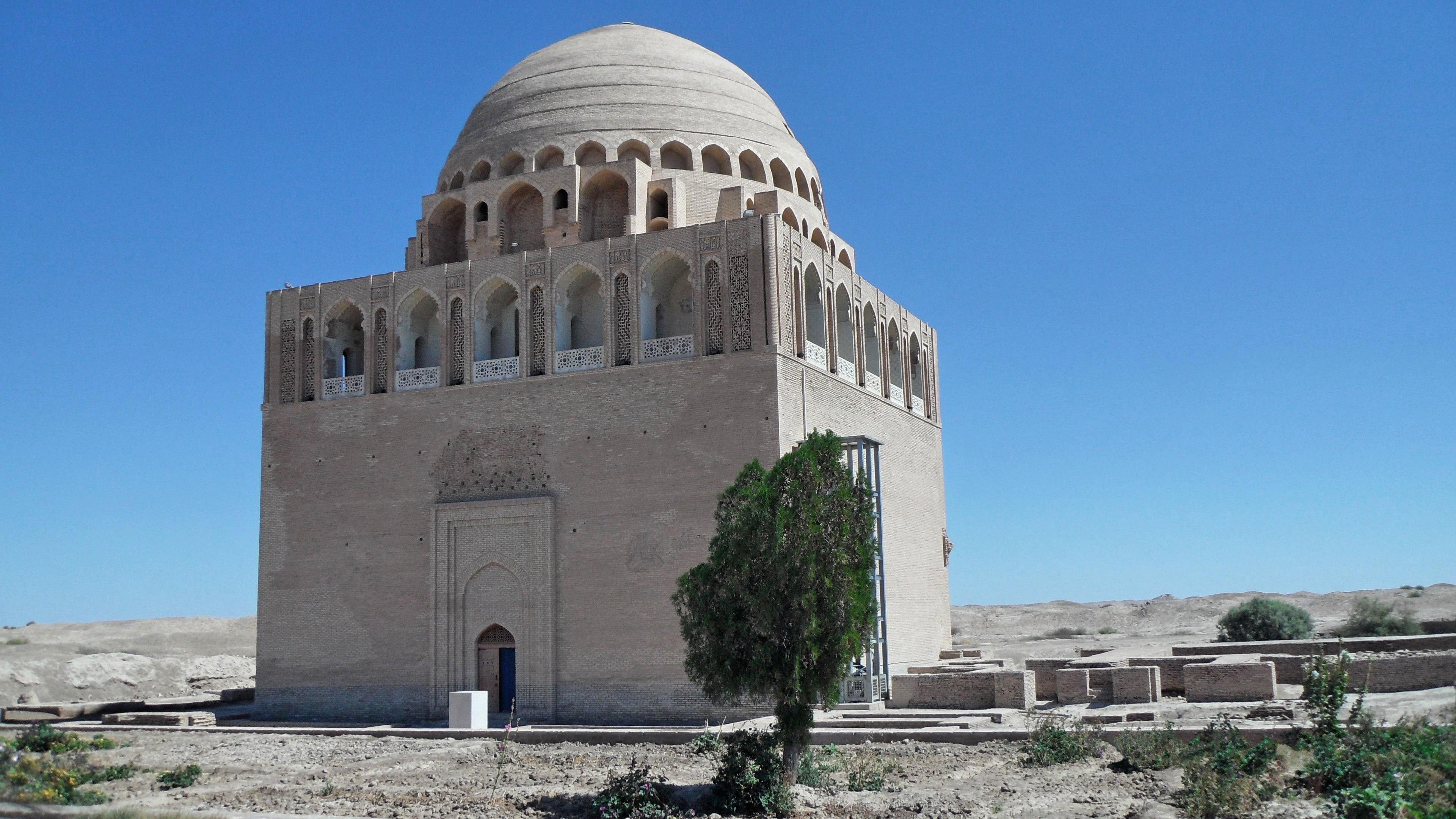
Mauzoleum Ahmada Sandżara w Merwie

Przeciwko władzy Mahmuda wystąpił jego wuj Sandżar, który kwestionował ją z tytułu bycia seniorem Seldżukidów. Pokonał on syna Mohammada w bitwie w pobliżu Sawe w sierpniu 1119 roku, lecz ostatecznie pozostawił go przy władzy jako swojego wasala, dokonując przy tym korekty granic w Iranie na swoją korzyść. Sandżar nie dążył do przywrócenia faktycznej władzy nad usamodzielnionymi dzielnicami dawnego imperium, zadowalając się formalnym zwierzchnictwem nad nimi. W roku 1132 interweniował wprawdzie w wojnie, która wybuchła po śmierci Mahmuda pomiędzy jego synami, ostatecznie pogodził się jednak z tym, że władzę w Iraku objął Masud, z którym wcześniej walczył. Kiedy ten w roku 1135 pokonał i uwięził buntującego się przeciwko Seldżukom kalifa Al-Mustarszida, Sandżar w odpowiedzi na zapytanie Masuda radził mu pogodzić się z kalifem i błagać go o przebaczenie, co też ten uczynił. Jednak 29 sierpnia 1135 roku, w momencie przybycia posła Sandżara, do obozu Masuda prześliznęli się nizaryci i zamordowali słabo strzeżonego kalifa. Opinie na temat tego morderstwa były podzielone już w XII wieku – teoretycznie dokonali go nizaryci, wskazywano jednak na to, że przybyli oni równocześnie z posłem Sandżara, a umożliwiła je również słaba ochrona kalifa. Sugerowałoby to, że Sandżar wspólnie z Masudem porozumieli się z nizarytami i za ich pomocą pozbyli się niewygodnego dla nich Al-Mustarszida.
Generalnie polityka Sandżara była jednak skoncentrowana na sprawach wschodnich. Jeszcze w roku 1102 osadził on na tronie Karachanidów swojego kandydata, Muhammada Arslan-chana, a kiedy trzydzieści lat później jego syn próbował się usamodzielnić, pokonał go i zabił, a następnie wyznaczył kolejnego posłusznego sobie kagana. Jego pozycji zagroził jednak najazd protomongolskiego ludu Kitanów, którzy 9 września 1141 roku doszczętnie rozbili połączoną armię Sandżara i Karachanidów na równinie Katwańskiej w pobliżu Samarkandy. Tę sytuację postanowił wykorzystać do całkowitego uniezależnienia się najpotężniejszy wasal Sandżara, władca Chorezmu Atsyz. Sandżar był jeszcze na tyle silny, że stłumił jego dwa kolejne bunty w latach 1142–1143 i 1147-1148. Jego wyczerpane wojnami państwo chyliło się jednak ku upadkowi. Będący wynikiem ogólnego gospodarczego regresu kryzys w hodowli spowodował zmniejszenie liczebności tureckich koczowników, a tym samym seldżuckiej armii. W tej sytuacji Sandżar bezustannie podwyższał podatki, co ostatecznie doprowadziło do buntu nadal koczujących na stepach Oguzów, którzy w 1153 roku pokonali sułtana i wzięli go do niewoli. Chociaż formalnie uznawali oni jego autorytet władcy, w praktyce były to puste deklaracje. Sandżarowi po trzech latach udało się uciec z niewoli, jednak rok później, mając siedemdziesiąt lat, 8 maja 1157 roku zmarł, „i równocześnie rozwiały się wszystkie zewnętrzne pozory istnienia scentralizowanego państwa Seldżukidów”.
W wyniku wojen po jego śmierci podziałowi uległa nawet jego dawna dzielnica. Kalif był niezależny od Seldżuków od roku 1152, kiedy zmarł Masud. Seldżukidzi rządzili w Kermanie do roku 1187, w Iraku do roku 1194, a w Anatolii aż do roku 1307. Jednak historia Wielkich Seldżuków kończy się w roku 1157.

## Organizacja państwa
W stosunku do sułtanatu Wielkich Seldżuków używa się często określenia imperium, które jest trafne, jeżeli chodzi o jego zasięg terytorialny i militarną potęgę, ale może wprowadzać w błąd, jeżeli przez imperium rozumiemy scentralizowaną autokrację. Seldżukom obca była idea państwa zorganizowanego wokół jednego tylko ośrodka lojalności. W swoich początkach byli rządzeni przez grupę wodzów, których indywidualny zakres władzy zależał od osobistego autorytetu. Tym, który dzięki swojej charyzmie i czynom uzyskał największy autorytet, był Tughril Beg, ale nawet po uzyskaniu tytułu sułtana nie dążył on do przejęcia całej władzy, godząc się z jej decentralizacją. Czaghri Beg czy Inal prowadzili niezależną od Tughrila politykę względem Zakaukazia czy Bizancjum, a ten pierwszy traktował swoją domenę w Chorasanie jak niezależne władztwo, przeciwko czemu pierwszy z Wielkich Seldżuków nie przedsięwziął żadnych kroków. Do zmiany tej sytuacji dążył Nezam-al-Molk, ale jego działania zakończyły się ograniczonym powodzeniem. W praktyce zakres władzy Wielkiego Seldżuka nad innymi tureckimi wodzami i namiestnikami prowincji zależał od jego osobistej charyzmy i siły, jaką aktualnie dysponował. U szczytu potęgi sułtanatu, za Alp Arlslana i Malekszaha, był on dosyć duży, ale nawet oni nie byli w stanie powstrzymać niekontrolowanego naporu Turkmenów na Anatolię i byli zmuszeni do wyznaczenia dzielnic swoim krewnym, nad którymi posiadali ograniczoną kontrolę. Później stopniowo władza sułtana została ograniczona do jego osobistej dzielnicy, a im dalej od niej, tym bardziej miała charakter nominalny.
Najważniejszą po sułtanie osobą w państwie był wezyr, będący jego najbliższym doradcą w sprawach państwa i zawiadujący bezpośrednio administracją cywilną. Poszczególnymi prowincjami zarządzali namiestnicy, a urzędnikami niższego szczebla byli amelowie, poborcy podatków. Obok nich administracja opierała się na sędziach, policji, której naczelnicy nosili miano szahna i naczelnikach miast i osiedli, raisach (ra’is). Ponieważ sułtan nie mógł się opierać na rodzinie i krewnych, ze strony których ciągle groził bunt, w wojsku i administracji dużą rolę odgrywali gholamowie, żołnierze-niewolnicy od dziecka wychowywani przez państwo. Czasami zajmowali oni nawet stanowisko namiestnika prowincji, i to z nich w większości rekrutowała się osobista gwardia władcy, askar, stanowiąca trzon armii. Poza tym w wojsku służyli koczownicy i ich wodzowie, dla których przynajmniej początkowo obowiązek służby wojskowej był sam przez się zrozumiały. Stopniowo zaczęli się oni uchylać od tej powinności, i coraz większą rolę zaczął odgrywać system eghta, nadań ziemi lub innych dóbr (np. źródła wody), z którymi wiązał się obowiązek służby wojskowej. Posiadanie tych dóbr wiązało się zazwyczaj z immunitetami, zarówno ekonomicznymi, jak i sądowymi, w przeciwieństwie do Europy Zachodniej nie były one jednak własnością posiadacza i nie podlegały dziedziczeniu, przynajmniej w założeniu. W praktyce często było inaczej, i eghta stawały się dziedzicznymi posiadłościami, który to proces postępował wraz ze słabnięciem władzy centralnej. Czasy Seldżuków to prawdziwy rozkwit systemu eghta, znanego już wcześniej, ale do tej pory nie stosowanego na taką skalę. To po nich przejmą go Ajjubidzi i Mamelucy.

## Gospodarka
Wedle zgodnej opinii współczesnych czasy pierwszych Seldżuków były okresem gospodarczego rozkwitu. Przyczyniło się do tego na pewno zjednoczenie ogromnego obszaru od Palestyny po Afganistan pod jedną władzą. Powstał jeden wielki rynek, na którym możliwy był ożywiający gospodarkę swobodny przepływ towarów i ludzi. Kontakty handlowe wyraźnie się rozszerzyły i zintensyfikowały, obejmując ogromny obszar ciągnący się od Indii i Azji Centralnej na Wschodzie po Afrykę, Egipt i Bizancjum na zachodzie. Za czasów Malekszaha państwo budowało drogi i karawanseraje, zakładało szkoły i madrasy, a także przytułki. Wszystkie te inwestycje przyczyniały się do gospodarczej prosperity. Rosły miasta, zwiększała się liczba rzemieślników. Nie znaczy to jednak, że działalność państwa w sferze ekonomicznej miała charakter jedynie pozytywny. Problemem o pierwszorzędnym znaczeniu były nadużycia poborców podatkowych, nad którymi brak było kontroli. Bezkarność sięgała najwyższych szczebli, a nieefektywny czy wręcz łupieżczy sposób działania aparatu podatkowego był przyczyną ciągłych napięć, czy wręcz rozruchów. Pewnym problemem były także próby stepowych koczowników przepędzania stad po ziemiach rolnych, z czym państwo jednak w miarę skutecznie walczyło. Poza tym już w czasach Alp Arslana i Malekszaha postępował proces poszerzania zakresu immunitetów dla posiadaczy ikta oraz kurczenia się własności sułtana, m.in. znacznie zmniejszyło się pogłowie należących do niego stad. Wszystko to powodowało, że w odpowiedzi na zmniejszanie się dochodów państwo było zmuszone w znacznej mierze wycofać się ze swojej aktywnej polityki gospodarczej. Oczywiście zamęt jaki w sułtanacie nastąpił po śmierci Malekszaha pogorszył pomyślną dotychczas sytuację ekonomiczną. Jednak mimo wojen, w zachodniej części sułtanatu, to jest Anatolii, Zakaukaziu, Syrii i Iraku, nadal postępował ekonomiczny rozwój, co było rezultatem zarówno rozkwitu międzynarodowego handlu w okresie wypraw krzyżowych, jak i energicznej polityki miejscowych władców. Inaczej rzecz się miała we wschodniej części, którą po najeździe Kitanów i ciągłych wojnach z Chorezmem (którego wojska przez pewien czas okupowały nawet stolicę Sandżara, Merw) dotknął ekonomiczny kryzys, który jeszcze pogłębił się po okrucieństwach najazdu zbuntowanych Oguzów.

## Kultura

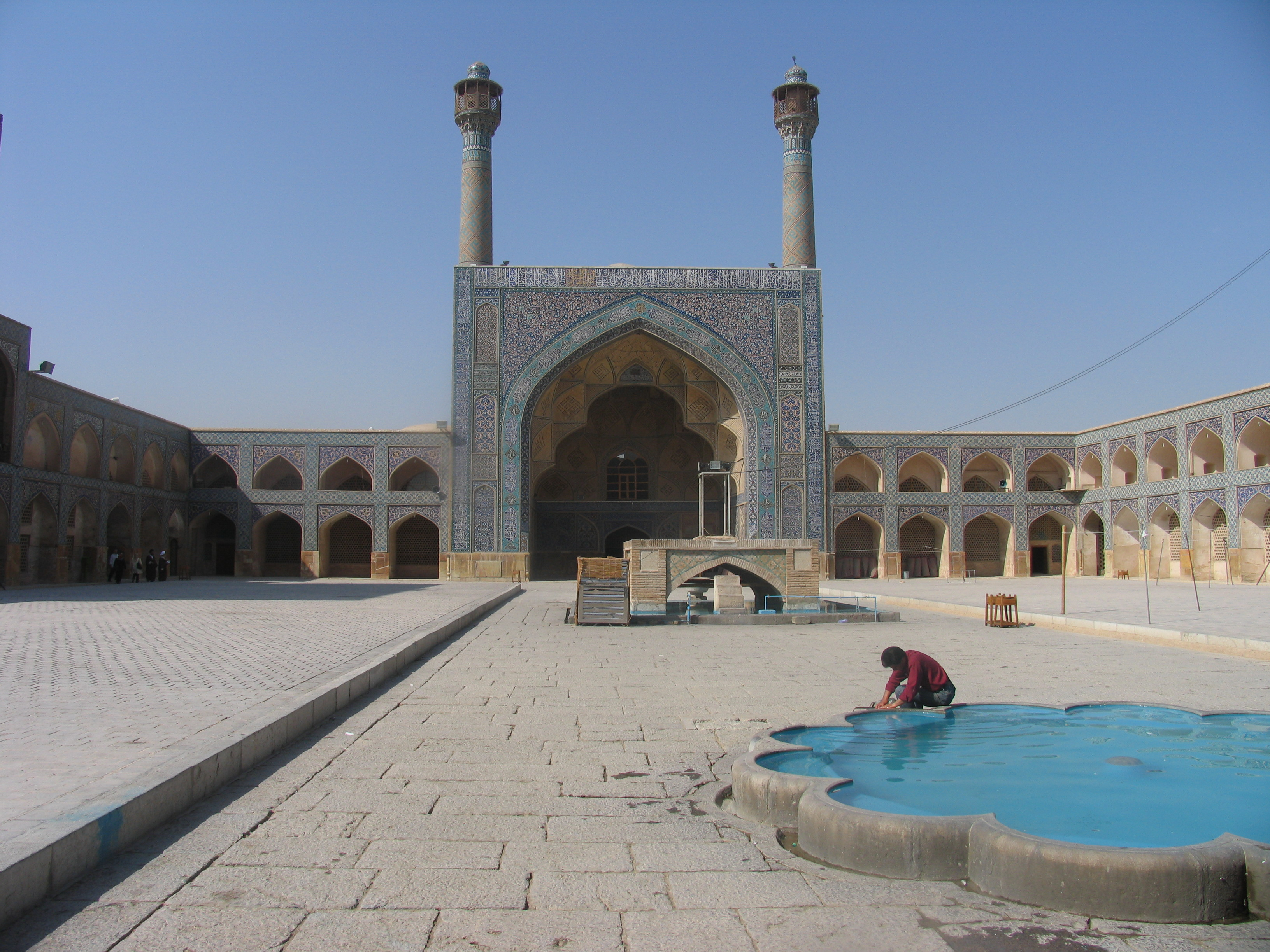
Dziedziniec Wielkiego Meczetu Isfahanu, przebudowanego w okresie seldżuckim, z widokiem na południowy ejwan

Czasy Seldżuków są również okresem rozkwitu kulturalnego, do czego w dużej mierze przyczyniła się polityka państwa, a przede wszystkim Nezam-al-Molka. W celu przeciwstawienia się propagandzie isma’ilickiej zakładał on na terenie całego imperium madrasy („miejsca studiowania”), które miały stać się ośrodkami scentralizowanego procesu nauczania. Instytucja madrasy była znana już wcześniej, ale Nezam-al-Molk znacznie ją przekształcił i rozwinął. Nowe uczelnie, zakładane w większych miastach, miały charakter powszechny – uczyli w nich mianowani przez rząd profesorowie, a studenci mieli zapewnione utrzymanie. W niektórych madrasach o przyjęciu w poczet studentów decydował konkurs. Poprzez mianowanie profesorów państwo zapewniło sobie kontrolę nad treścią nauczanej w szkołach teologii i związanego z nią prawa. Początkowo Seldżucy skłaniali się ku hanbalizmowi, najbardziej rygorystycznej szkole teologii i prawa muzułmańskiego, jednak stopniowo przewagę na uczelniach zaczął uzyskiwać osobiście popierany przez wezyra aszaryzm. To jego przedstawicielem był Al-Ghazali, osobisty protegowany Nezam-al-Molka, który w roku 1091 mianował go profesorem w założonej przez siebie słynnej madrasie „An-Nizamijja” w Bagdadzie. Al-Ghazali stworzył teologiczną syntezę, odrzucającą zbyt jego zdaniem radykalne wątki racjonalistyczne na rzecz elementów sufickich, kładących nacisk na budowę osobistej więzi z Bogiem. Twierdził on, iż: „należy kochać Boga bez usprawiedliwienia tego bądź ukrywania”, co było istotnym novum w teologii islamu, dotychczas skoncentrowanej na raczej formalnym przestrzeganiu boskiego prawa. W ten sposób wprowadził on sufizm w główny nurt islamu, a jego synteza do dzisiaj pełni rolę podstawowego punktu odniesienia dla sunnickiej teologii. Inicjatywa Nezam-al-Molka zakończyła się ogromnym sukcesem, ponieważ jego model madrasy przyjął się powszechnie w świecie islamu, a sunnizm uzyskał silną podstawę teologiczną. Wkrótce nawet sufi zaczęli tworzyć instytucję przypominające madrasy, gdzie mieszkali, studiowali i doskonalili się w podążaniu ku Bogu.

## Znaczenie
Historyczne znaczenie Seldżuków polega przede wszystkim na ich wkładzie w ożywienie sunnickiego nurtu islamu. Kiedy w roku 1040 walczyli oni pod Dandankanem, państwa szyitów rozciągały się od cieśniny gibraltarskiej do Iranu, a pod ich protektoratem znajdował się nawet sunnicki kalif. W roku 1157, w chwili śmierci Sandżara, z państw tych pozostał jedynie ograniczony do Egiptu kalifat Fatymidów, który wkrótce miał być zresztą obalony przez Saladyna, dziedzica państwa wyrosłego na podstawach zbudowanych przez Seldżuków. Co więcej, w wyniku programu edukacyjnego Nizama al-Mulka sunnizm otrzymał nową, trwałą teologiczną podstawę, i tysiące wykształconych zwolenników, gotowych do przeciwstawienia się szyickiej propagandzie.
Innym, niejako ubocznym skutkiem ekspansji Seldżuków było odebranie Bizancjum Anatolii, co w sposób wręcz decydujący przyczyniło się do utraty przez Cesarstwo mocarstwowej pozycji i jego późniejszego upadku.